# Kannaguddihal, Sindgi
Kannaguddihal là một làng thuộc tehsil Sindgi, huyện Bijapur, bang Karnataka, Ấn Độ.